# Fast Money
Fast Money è il secondo album in studio del rapper statunitense Birdman, pubblicato nel 2005.

## Tracce
1. Intro – 2:12
2. My Territory – 4:23
3. Neck Of The Woods (featuring Lil Wayne) – 4:15
4. Ghetto Life (featuring Bun B & Six Shot) – 4:26
5. Hug da Block – 4:55
6. Cash Money Nigga (featuring Lil' Carl & Magnolia Chop) – 4:43
7. Shovlin' Snow (featuring Currensy, Mack Maine & Lil Wayne) – 4:31
8. Pressure's On – 4:21
9. Get It All Together (featuring Lil Wayne) – 5:04
10. We Got That (featuring Six Shot) – 4:18
11. Smoke Out (featuring Tateeze, Magnolia Chop & Six Shot) – 4:39
12. Big Pimpin' – 4:45
13. Out The Ghetto (featuring Magnolia Chop) – 2:28
14. Around The World – 4:44
15. Solid Chic (featuring Lil' Mo) – 5:13
16. We Getting It On (featuring Tateeze & Mannie Fresh) – 3:54
17. Get Your Shine On (featuring Lil Wayne) – 4:42

## Classifiche
| Classifica (2005) | Posizione raggiunta |
| ----------------- | ------------------- |
| Stati Uniti       | 9                   |